# 9574 Taku
A 9574 Taku (ideiglenes jelöléssel 1988 XB5) a Naprendszer kisbolygóövében található aszteroida. Tsuko Nakamura fedezte fel 1988. december 5-én.